# Cuore (Antonello Venditti)
Cuore è il nono album di Antonello Venditti, pubblicato nel 1984. Si tratta del secondo lavoro uscito per la Heinz Music, ristampato su CD dalla stessa casa discografica agli inizi degli anni novanta.

## Descrizione
Il 33 giri, i cui testi e le musiche sono dello stesso Venditti, contiene alcuni brani che affrontano temi politici, come Qui e L'ottimista, mentre a partire dal disco successivo questa tendenza andrà scemando.
Dall'album fu tratto il 45 giri Ci vorrebbe un amico/Notte prima degli esami.

## Tracce
Testi e musiche di Antonello Venditti
1. Notte prima degli esami – 4:49
2. Mai nessun video mai – 4:51
3. Qui – 4:05
4. Non è la cocaina… – 4:07
5. Ci vorrebbe un amico – 4:04
6. L'ottimista – 4:39
7. Piero e Cinzia – 5:08
8. Stella – 3:55

## Formazione
- Antonello Venditti – voce e pianoforte
- Alessandro Centofanti, Marco Colucci, Roberto Giuliani – pianoforte e sintetizzatore
- Fabio Pignatelli – basso
- Derek Wilson – batteria, programmazione e batteria elettronica
- Renato Bartolini – chitarra acustica ed elettrica
- Claudio Prosperini, Marco Rinalduzzi, Mario Schilirò – chitarra elettrica
- Fratelli Balestra – cori

## Classifiche

### Classifiche settimanali
| Classifica (1984) | Posizione massima |
| ----------------- | ----------------- |
| Italia            | 1                 |

### Classifiche di fine anno
| Classifica (1984) | Posizione |
| ----------------- | --------- |
| Italia            | 4         |